# Jaime Domínguez Buj
Jaime Domínguez Buj (Valencia, 15 de marzo de 1952) es un general de ejército, que fue jefe de Estado Mayor del Ejército de Tierra de España (JEME) desde el 27 de julio de 2012 al 1 de abril de 2017. Además del español, su lengua materna, habla inglés, francés e italiano.

## Biografía
Jaime Domínguez Buj nació en la ciudad de Valencia, el 15 de marzo de 1952. Ingresó en la Academia General Militar de Zaragoza en 1970, alcanzando el empleo de teniente de artillería en 1974 con el mejor expediente de su promoción. 
Diplomado en Estado Mayor, cuenta con formación militar especializada en artillería antiaérea (sistemas de dirección de tiro y detección y localización de objetivos). También ha cursado estudios en derecho de la guerra y derecho internacional humanitario, alta gestión de recursos humanos, topografía en la Universidad Politécnica de Las Palmas, realizó el Máster en Relaciones Internacionales de la Universidad Complutense de Madrid obteniendo una calificación de sobresaliente.
Obtuvo su primer destino en el antiguo Centro de Instrucción de Reclutas n.º 8, situado en Alicante, prestando posteriormente servicios como artillero diferentes unidades situadas en El Aaiún (Sáhara), Ceuta, Cartagena, Las Palmas de Gran Canaria y Paterna (Valencia) permitiéndole alcanzar el empleo de capitán. Como Comandante y Diplomado en Estado Mayor, fue promovido al Estado Mayor de la División Mecanizada «Maestrazgo» n.º 3.
Posteriormente Jaime Domínguez Buj estuvo asignado en la Subdirección General de Asuntos Internacionales de la Dirección General de Política de Defensa (DIGENPOL), el Gabinete Técnico del Ministro de Defensa y la Jefatura de la Sección de Personal de la División de Logística, en el Estado Mayor del Ejército de Tierra. 
Ya como coronel, en el año 2001 recibió el mando del Regimiento de Artillería Antiaérea n.º 73, acuartelado en Cartagena. Dos años más tarde fue ascendido a Jefe del Órgano Directivo de la Dirección General de Reclutamiento y Enseñanza Militar del Ministerio de Defensa. Promovido al generalato, fue Secretario General del Mando de Adiestramiento y Doctrina del Ejército de Tierra (2004), la División de Operaciones del Estado Mayor del Ejército de Tierra (2005), el Mando de la División de Operaciones (2007), la Jefatura del Estado Mayor del Mando de Operaciones del EMAD (2008) y la Jefatura del propio Mando de Operaciones (2009). En 2010 fue nombrado teniente general. El general Domínguez Buj también ha sido destinado a varias misiones de paz de Naciones Unidas en el exterior (en El Salvador y Bosnia-Herzegovina).
Durante el periodo en que Jaime Domínguez Buj estuvo al frente del Estado Mayor del Ejército de Tierra, se produjo una profunda reorganización, iniciada en 2015, con la que se pretendió incrementar la operatividad de las diferentes unidades, adaptando su nivel de respuesta a las nuevas necesidades de la doctrina terrestre. Asistió a la toma de posesión de su sucesor, general de ejército Varela Salas, celebrada el 3 de abril de 2017.
Jaime Domínguez Buj está casado y tiene tres hijos.

## Condecoraciones
- Gran Cruz de la Real y Militar Orden de San Hermenegildo.
- Placa de la Real y Militar Orden de San Hermenegildo.
- Encomienda de la Real y Militar Orden de San Hermenegildo.
- Cruz de la Real y Militar Orden de San Hermenegildo.
- Gran Cruz al Mérito Militar.
- Cruz al Mérito Militar (Siete veces, cuatro de ellas con carácter extraordinario).
- Cruz al Mérito Naval.
- Gran Cruz al Mérito Aeronáutico.
- Cruz al Mérito Aeronáutico.
- Cruz de Plata de la Orden del Mérito de la Guardia Civil.
- Medalla OTAN.
- Medalla de las Naciones Unidas.
- Encomienda de la Orden del Mérito Civil.
- Medalla Conmemorativa Francesa para la Antigua Yugoslavia.
- Gran Cruz de la Orden del Mérito de la Guardia Civil.
- Oficial y Caballero de la Legión de Honor de la República Francesa.
- Gran Oficial de la Orden del Mérito Militar de la República Federativa de Brasil.
- Medalla Militar Fe en la Causa de la República de Colombia.
- Medalla de Plata al Mérito Policial.
- Gran Oficial de la Orden del Mérito de la República Italiana.
- Gran Cruz de la Medalla al Mérito Militar de la República Portuguesa.[2]

| Predecesor: Fulgencio Coll Bucher | Jefe de Estado Mayor del Ejército de Tierra 27 de julio de 2012 - 1 de abril de 2017 | Sucesor: Francisco Javier Varela Salas |